# 912 a tudományban
A 912. év a tudományban és a technikában.

## Születések
- Süe Csü-cseng (Xue Juzheng) - kínai történész

## Halálozások
- Ahmed ibn Júszuf matematikus (* 835)
- Notker Balbulus - St. galleni bencés költő és zenész (* 840)